# 재혼의 기술
"재혼의 기술"은 2019년에 개봉한 대한민국의 영화이다.

## 캐스팅
- 임원희 : 경호 역
- 김강현 : 현수 역
- 윤진서 : 미경 역
- 박해빛나 : 은정 역
- 이상민 (특별출연)

## 같이 보기
- 2019년 대한민국의 영화 목록